# Zornia pallida
Zornia pallida är en ärtväxtart som beskrevs av Robert H Mohlenbrock. Zornia pallida ingår i släktet Zornia och familjen ärtväxter. Inga underarter finns listade i Catalogue of Life.